# 바비 도드 스타디움
바비 도드 스타디움(Bobby Dodd Stadium)는 미국 조지아주 애틀랜타에 위치한 다목적 축구 경기장이다. MLS 애틀랜타 유나이티드 FC의 임시홈 경기장으로 사용하고 있으면, 메르세데스-벤츠 스타디움이 개장하기(2017년 3월부터 7월까지) 전까지 홈 경기장으로 사용했다.